# Emmanuel Vitria
Emmanuel Vitria, né le 24 janvier 1920 et mort le 11 mai 1987 à Marseille, est un des premiers hommes à bénéficier d'une transplantation cardiaque. Il détient pendant de nombreuses années le record de longévité avec 6 738 jours (18 ans 5 mois et 13 jours). 

## Biographie
Emmanuel Vitria était un représentant en vin. Terrassé par un anévrisme traumatique, il bénéficie du décès le même jour d'un fusilier marin mort accidentellement. 
L'opération est réalisée le 27 novembre 1968 par l'équipe du professeur Edmond Henry, le docteur Yves Baille et le docteur Jean-Raoul Montiès à la clinique Cantinià Marseille. Cette quatrième greffe du cœur réalisée en France est un succès. 
Tout comme Marius Renard, Emmanuel Vitria devient une icône pour les médias, dans lesquels il apparait souvent, faisant ainsi la promotion de la greffe, et représentant une forme d'espoir pour beaucoup de malades, et un symbole de courage en France.
M. Vitria doit sa longue survie à la grande compatibilité du greffon du donneur avec son organisme, ainsi qu'à un traitement post-opératoire inédit imaginé par l'équipe du Pr. Henry : un héparinate de calcium administré quotidiennement en sous-cutanée, à vie. Lorsque les anti-rejets firent leur apparition dans les années 1980, le corps médical décida de continuer le traitement expérimental de 1968 pour ne pas modifier les habitudes de l'organisme d'Emmanuel Vitria.
Un stade a été baptisé en son honneur Emmanuel Vitria sur le territoire de la commune des Pennes-Mirabeau dans les Bouches-du-Rhône, ainsi que sur la commune de La Londe-les-Maures dans le Var.
Il existe deux rues "Emmanuel Vitria" dans les villes de Gardanne et de Salon-de-Provence.
Il existe un Parc "Emmanuel Vitria" dans le quartier de Saint-André où il a habité dans la ville de Marseille
Il existe un square "Emmanuel Vitria" à Holnon dans les Hauts de France.